# Kill Rock Stars
Kill Rock Stars es un sello discográfico fundado en 1991 por Slim Moon y con base operativa en Olympia, Washington, Estados Unidos, aunque en 2007 expandió algunas de sus actividades en Nueva York y Portland. El sello ha realizado una variedad de trabajos en diferentes géneros, haciendo difícil su clasificación específica. Sin embargo, su sensibilidad política puede ser definida como de justicia social, feminista, y antiguerra, y el sello ha consistentemente demostrado un compromiso frente a las bandas punk underground y representando artistas en el área de Olympia, Washington.

## Historia
Moon inicialmente creó el sello con la intención de realizar grabaciones de Spoken Word (traducido al español sería: palabra hablada, recitados) en formato sencillo de 7". KRS-101 (el primer lanzamiento del sello) fue de hecho una grabación de spoken word con Kathleen Hanna y Slim Moon; siguiendo con otros lanzamientos similares. El primer lanzamiento importante del sello fue una compilación de bandas del área de Olympia titulado Kill Rock Stars (Stars Kill Rock y Rock Stars Kill seguirían en la misma serie de compilaciones) y contaba con Bikini Kill, Bratmobile, Unwound, Nirvana o The Melvins. De hecho, Moon ha dicho que el sello comenzó a editar música porque Bikini Kill, Bratmobile y Unwound eran demasiado excitantes para seguir sin ficharlos.
Aunque la música del sello nunca ha reflejado solamente un género o un movimiento musical underground, es considerablemente más notable por editar los trabajos de varias bandas de Riot Grrrl durante los años 90, algunos de los cuales, especialmente los antes mencionados Bikini Kill, generaron la atención de la prensa y los medios. Otras ediciones de KRS en este género incluye álbumes de Bratmobile, Huggy Bear, Heavens to Betsy y Excuse 17. El sello continuó su tradición de spoken word editando el primer LP de Big Broad de Juliana Luecking en 1995. Ese año Elliott Smith editó su primer LP en el sello. Otro hito fue la edición de Dig Me Out en 1997, el tercer LP de Sleater-Kinney, el cual obtuvo la atención de la prensa nacional en las revistas Spin y Rolling Stone. Otras ediciones notables de KRS incluyen: álbumes de bandas como The Gossip, Mecca Normal, Two Ton Boa y Comet Gain, álbumes de spoken word de Kathy Acker y Miranda July y reediciones del trabajo de tempranas bandas de punk/post-punk como Kleenex/Liliput, Essential Logic o Delta 5
En 1997/98, el sello 5RC fue formado como una editora hermana de Kill Rock Stars; la cual ha editado generalmente rock independiente más arriesgado y ruidoso que KRS. El equipo de 5RC incluye Xiu Xiu, Deerhoof, Need New Body, The Mae Shi y Metalux entre otros. 1998 también marcó el primer Mailorder Freak Singles Club y contaba con Quasi, Small Stars y Rock-A-Teens entre otros. Otra banda popular de KRS eran The Decemberists, quienes dejaron el sello en 2005 después de firmar con Capitol Records.
Algunos han argumentado que el sello ha mostrado una tendencia a volverse más comercial[cita requerida]. Las críticas apuntan a la productora de un sello comercial como lo es Linda Perry de 4 Non Blondes reeditando su álbum en KRS en 2005, un movimiento que cuestionó la ética estrictamente independiente del sello y su historia de rechazos de afiliaciones con la industria discográfica mayoritaria. KRS cambió de distribuidores de Mordam Records a Alternative Distribution Alliance (Alianza de distribución alternativa).
En octubre de 2006 Slim Moon, el dueño, anunció que dejaría Kill Rock Stars para trabajar como un representante en Nonesuch Records, una subsidiaria del grupo Warner Music. La esposa de Slim, Portia Sabin estará haciéndose cargo de la dirección de Kill Rock Stars desde su nuevo hogar en la ciudad de Nueva York.